# 南湖駅 (南寧市)
南湖駅（なんこえき）は、中華人民共和国広西チワン族自治区南寧市に位置する南寧軌道交通1号線の駅である。

## 歴史
- 2016年6月28日: 開業[1]。

## 隣の駅
南寧軌道交通
■ 1号線
麻村駅 - 南湖駅 - 金湖広場駅